# Perubala fasciata
Perubala fasciata är en insektsart som beskrevs av Rauno E. Linnavuori 1959. Perubala fasciata ingår i släktet Perubala och familjen dvärgstritar. Inga underarter finns listade i Catalogue of Life.